# Erinnerungen eines Soldaten
Erinnerungen eines Soldaten är memoarer skrivna av den tyske generalöversten Heinz Guderian. Guderian redogör detaljerat för sina erfarenheter från andra världskriget, bland annat sin roll under Operation Barbarossa, som inspektör över de tyska pansartrupperna samt som arméns generalstabschef. Boken är ofta citerad i västerländsk militärlitteratur och har på så sätt fått visst genomslag i historieskrivningen om Tysklands militär under andra världskriget.